# Quốc lộ 45
Quốc lộ 45 là một tuyến giao thông đường bộ quốc gia của Việt Nam, nối liền hai tỉnh Ninh Bình và Thanh Hóa.

## Lộ trình
Quốc lộ 45 có chiều dài 132 km, hiện có điểm đầu là điểm giao cắt với quốc lộ 12B tại phố Rịa (xã Phú Lộc, Nho Quan, Ninh Bình), điểm cuối là điểm giao cắt với đường Hồ Chí Minh tại ngã ba Như Xuân (thị trấn Yên Cát, Như Xuân, Thanh Hóa). Tuy nhiên, theo quy hoạch giao thông Ninh Bình đến 2030 thì điểm đầu dự kiến sẽ được kéo dài thêm 23 km lên tới Quốc lộ 21C tại thị trấn Me của huyện Gia Viễn.
Từ Phố Rịa đến thành phố Thanh Hoá
- Km 00: Phố Rịa
- Km 06: Phố Ngọc
- Km 16: Phố Cát
- Km 34: Thành nhà Hồ
- Km 52: Cầu Si
- Km 62: Cầu Thiệu Hoá
- Km 78: Thành phố Thanh Hoá

Từ thành phố Thanh Hoá đến thị trấn Yên Cát
- Km 09: Cầu Cảnh
- Km 14: Cầu Vạy
- Km 18: Cầu Quan
- Km 28: Tỉnh lộ 505
- Km 36: Vườn quốc gia Bến En
- Km 54: Thị trấn Yên Cát

### Hướng tuyến
Quốc lộ 45 đi qua các huyện và thành phố: 
- Tỉnh Ninh Bình:
  - Huyện Nho Quan
- Tỉnh Thanh Hóa:
  - Huyện Thạch Thành (thị trấn Kim Tân)
  - Huyện Vĩnh Lộc (thị trấn Vĩnh Lộc)
  - Huyện Yên Định (thị trấn Quán Lào)
  - Huyện Thiệu Hóa (thị trấn Thiệu Hóa)
  - Thành phố Thanh Hóa (Phường Rừng Thông)
  - Thành phố Thanh Hóa (đoạn đi qua thành phố Thanh Hóa trùng với Quốc lộ 1)
  - Huyện Quảng Xương
  - Huyện Nông Cống (thị trấn Nông Cống)
  - Huyện Như Thanh (thị trấn Bến Sung)
  - Huyện Như Xuân (thị trấn Yên Cát).

### Quốc lộ 45 kéo dài
Sau khi kéo dài 23 km tới gần thị trấn Me, Quốc lộ 45 đoạn Ninh Bình sẽ có điểm đầu giao đường QL21C thị trấn Me, huyện Gia Viễn, điểm cuối tại ranh giới tỉnh Ninh Bình, Thanh Hóa tại xã Phú Long, huyện Nho Quan. Hiện tại QL45 có chiều dài khoảng 9 km, tiếp tục kéo dài QL45 đoạn từ QL12B đến giao với QL21C tại thị trấn Me, huyện Gia Viễn trên cơ sở tuyến ĐT477C hiện có nâng chiều dài lên 23 km.

## Địa danh
Dưới đây là danh sách một số địa danh nằm cận kề đường quốc lộ 45:
- Hồ Đồng Chương
- Phủ Đồi Ngang
- Thành nhà Hồ
- Vườn quốc gia Bến En

## Thông tin thêm
Quốc lộ 45 có dạng cong hình chữ S với 2 điểm uốn tại vị trí thành nhà Hồ và thành phố Thanh Hoá. Nếu đi từ điểm đầu Phố Rịa theo quốc lộ 12B tới Tam Điệp rồi theo Quốc lộ 1 tới thành phố Thanh Hoá rồi mới rẽ vào quốc lộ 45 đến điểm cuối là thị trấn Yến Cát thì cự ly là 122 km, ngắn hơn so với đi toàn tuyến quốc lộ 45 là 10 km hoặc sau khi qua thành nhà Hồ rẽ vào đường 506 rồi đường Hồ Chí Minh đến Yên Cát chỉ với 100 km.